# Navotas
Navotas là một thành phố ở Metro Manila, Philippines. Thành phố này nằm trên mỗi dải đất hẹp dọc theo bờ đông của vịnh Manila. Navotas nằm chính bắc Manila, phía tây thành phố Malabon, phía nam Obando, Bulacan.
Được mệnh danh là "Thủ đô ngư nghiệp của Philippines", dân Navotas sống chủ yếu bằng ngư nghiệp với 70% dân số trực tiếp hay gián tiếp sống bằng nghề này. Thành phố này nổi tiếng với sản phẩm nước mắm và mắm tôm (patis và bagoong trong tiếng Tagalog)
Navotas là một phần của tiểu vùng không chính thức của Metro Manila gọi là CAMANAVA. Tiểu vùng này còn bao gồm các thành phố Caloocan, Malabon, và Valenzuela. Navotas chịu cảnh lụt lội vào mùa mưa và triều cường.
Navotas được chia thành 2 quận với tổng cộng 14 barangay:
Quận 1
- Bagumbayan Bắc
- Bagumbayan Nam
- Bangculasi
- Navotas East
- Navotas West
- North Bay Blvd., Bắc
- North Bay Blvd., Nam
- Làng San Rafael
- Sipac-Almacen

Quận 2
- Daanghari
- San Jose (Pob.)
- San Roque
- Tangos
- Tanza